# Cadwaladr
Cadwaladr ap Cadwallon (633? - 682) (en latin : Catuvelladurus; en anglais Cadwallader), également connu sous le nom de Cadwaladr Fendigaid (le Béni) fut un roi de Gwynedd. Les chroniqueurs gallois le considèrent comme étant le plus grand des rois britanniques à avoir jamais vécu. Geoffroy de Monmouth le mentionne dans son Historia regum Britanniae comme le dernier des rois mythiques de Grande-Bretagne. Sa bannière, qui représente un dragon rouge, fut adoptée par Henri VII d'Angleterre, le fondateur de la dynastie des Tudor, qui se disait descendre de Cadwaladr.

## Histoire et légendes
Cadwaladr était le fils de Cadwallon ap Cadfan et n'était encore qu'un enfant quand celui-ci se fit tuer par l'armée d'Oswald de Bernicie à la bataille de Heavenfield. C'est alors Cadafael qui reprend le royaume de Gwynedd. Cadwaladr est élevé à l'étranger, probablement en Irlande, en Bretagne ou dans un royaume gallois voisin. Il remplaça Cadafael, probablement vers 655, mais on ignore dans quelles circonstances. Il dirige alors une expédition malheureuse contre les Saxons occidentaux en Somerset en 658. Pour beaucoup, Cadwaladr fut le dernier roi gallois à avoir monté une contre-offensive sérieuse contre les forces anglo-saxonnes qui avaient conquis l'est de la Bretagne insulaire depuis la chute de l'Empire romain d'Occident. C'est peut-être pour cette raison que Geoffroy de Monmouth, qui était gallois, le choisit pour clore sa chronique des rois de Bretagne insulaire.
Après ses premières équipées militaires, il semblerait que Cadwaladr se soit occupé des affaires domestiques de son royaume. Il établit plusieurs fondations religieuses dans le Gwynedd et se fit une réputation de dévot et de pieux dirigeant. C'est pour cette raison qu'après sa mort l'église galloise le considéra comme un saint.
Selon les Annales Cambriae, Cadwaladr serait mort de la peste en 682, mais selon l'Historia Brittonum de Nennius il aurait été victime de l'épidémie dite la « Grande Peste » de 664. Cependant une mort aussi précoce implique pour le règne de son successeur, Idwal Iwrch, une durée improbable. Cadwaladr est enfin considéré comme le fondateur de l'église de Llangadwaladr près d'Aberffraw sur Anglesey.

## Sources
- (en) Mike Ashley The Mammoth Book of British Kings & Queens Robinson (Londres 1998)   (ISBN 1841190969) « Cadwaladr Fendigiad (the Blesses)  Gwynedd  c655 - c682 » p. 146-147.
- (en) Peter Bartrum, A Welsh classical dictionary: people in history and legend up to about A.D. 1000, Aberystwyth, National Library of Wales, 1993 (ISBN 9780907158738), p. 90-91 CADWALADR ap CADWALLON. CADWALADR FENDIGAID. (d.664).
- (en) Kari Maund, The Welsh Kings Warriors, Warlords and Princes, Brimscombe Port Stroud, The History Press, 2011, 262 p. (ISBN 978-0-7524-2973-1), p. 37,46
- (en) Ann Williams, Alfred P. Smyth, D P Kirby A Bibliographical Dictionary of Dark Age Britain (England, Scotland and Wales c.500-c.1050). Seaby London (1991)  (ISBN 1 852640472), « Cadwaladr ap Cadwallon » p. 72.